# Przełęcz Hucisko
Przełęcz Hucisko (560 m) – przełęcz oddzielająca Pasmo Pewelskie od Pasma Laskowskiego. W regionalizacji geograficznej Polski według Jerzego Kondrackiego pasma te należą do Beskidu Makowskiego, w nowszej regionalizacji z 2018 roku Pasmo Pewelskie należy do Pasm Pewelsko-Krzeszowskich, a Pasmo Laskowskie do Beskidu Żywiecko-Orawskiego.
Przełęcz Hucisko położona jest pomiędzy szczytami Baków Groń (Gachowizna, 759 m) i Trzy Kopce (618 m). Przez przełęcz przebiega linia kolejowa nr 97 z Suchej Beskidzkiej do Żywca oraz lokalna droga, łącząca Hucisko z Koszarawą. W północno-wschodnim kierunku spod przełęczy spływa potok Lachówka, w południowo-zachodnim Pewlica. Na przełęczy graniczą z sobą trzy miejscowości: Hucisko, Kurów i Lachowice (wszystkie w województwie małopolskim).

## Szlaki turystyczne
rozdroże pod Łamaną Skałą – Przełęcz Przystopek – Przełęcz Przydawki – Ślemień – Gachowizna – Przełęcz Hucisko
 Zawoja Centrum – Przełęcz Kolędówki – Siwcówka – Stryszawa Górna – SST Pod Solniskiem – Przełęcz Hucisko – Czerniawa Sucha – Przełęcz Klekociny – Hala Kamińskiego – Przełęcz Jałowiecka Północna – Mała Babia Góra – Babia Góra – Kiczory